# Salunga-Landisville, Pennsylvania
Salunga-Landisville, Pennsylvania (енгл. Salunga-Landisville) град је у америчкој савезној држави Пенсилванија.

## Демографија
По попису из 2000. године број становника је 4.771.
| Група             | 2000.         | 2010.    |
| Белци             | 4.536 (95,1%) | 0 (0,0%) |
| Афроамериканци    | 51 (1,1%)     | 0 (0,0%) |
| Азијати           | 83 (1,7%)     | 0 (0,0%) |
| Хиспаноамериканци | 78 (1,6%)     | 0 (0,0%) |
| Укупно            | 4.771         | 0        |